# (300079) 2006 UF215
(300079) 2006 UF215 es un asteroide perteneciente al cinturón de asteroides, descubierto el 26 de octubre de 2006 por Rolf Apitzsch desde el Observatorio de Wildberg, Wildberg, (Baden-Wurtemberg), Alemania.

## Designación y nombre
Designado provisionalmente como 2006 UF215.

## Características orbitales
2006 UF215 está situado a una distancia media del Sol de 3,105 ua, pudiendo alejarse hasta 3,379 ua y acercarse hasta 2,831 ua. Su excentricidad es 0,088 y la inclinación orbital 9,377 grados. Emplea 1998,69 días en completar una órbita alrededor del Sol.

## Características físicas
La magnitud absoluta de 2006 UF215 es 16,9.